# Gloria Jiménez
Gloria Jiménez Yager (* um 1950) ist eine peruanische Badmintonspielerin. 

## Karriere
Gloria Jiménez nahm 1985 und 1989 an den Badminton-Weltmeisterschaften teil. In Peru gewann sie 19 nationale Titel. 1984, 1988 und 1990 wurde sie Südamerikameisterin.

## Sportliche Erfolge
| Saison | Veranstaltung           | Disziplin   | Platz | Name                              |
| ------ | ----------------------- | ----------- | ----- | --------------------------------- |
| 1979   | Peru: Meisterschaft     | Mixed       | 1     | Germán Valdez / Gloria Jiménez    |
| 1980   | Peru: Meisterschaft     | Damendoppel | 1     | Ofelia Telge / Gloria Jiménez     |
| 1981   | Peru: Meisterschaft     | Dameneinzel | 1     | Gloria Jiménez                    |
| 1982   | Peru: Meisterschaft     | Mixed       | 1     | Gustavo Salazar / Gloria Jiménez  |
| 1982   | Peru: Meisterschaft     | Dameneinzel | 1     | Gloria Jiménez                    |
| 1983   | Peru: Meisterschaft     | Dameneinzel | 1     | Gloria Jiménez                    |
| 1984   | Südamerikameisterschaft | Mixed       | 1     | Gustavo Salazar / Gloria Jiménez  |
| 1984   | Südamerikameisterschaft | Damendoppel | 1     | Gloria Jiménez / Ximena Bellido   |
| 1985   | Peru: Meisterschaft     | Damendoppel | 1     | Gloria Jiménez / Silvia Jiménez   |
| 1986   | Peru: Meisterschaft     | Mixed       | 1     | Guillermo Zavala / Gloria Jiménez |
| 1986   | Peru: Meisterschaft     | Dameneinzel | 1     | Gloria Jiménez                    |
| 1987   | Peru: Meisterschaft     | Damendoppel | 1     | Gloria Jiménez / Ximena Bellido   |
| 1987   | Peru: Meisterschaft     | Mixed       | 1     | Federico Valdez / Gloria Jiménez  |
| 1987   | Peru: Meisterschaft     | Dameneinzel | 1     | Gloria Jiménez                    |
| 1988   | Südamerikameisterschaft | Mixed       | 1     | Gustavo Salazar / Gloria Jiménez  |
| 1988   | Südamerikameisterschaft | Damendoppel | 1     | Gloria Jiménez / Ximena Bellido   |
| 1988   | Peru: Meisterschaft     | Mixed       | 1     | Federico Valdez / Gloria Jiménez  |
| 1989   | Weltmeisterschaft       | Damendoppel | 33    | Gloria Jimenez / Nina Sundberg    |
| 1989   | Peru: Meisterschaft     | Dameneinzel | 1     | Gloria Jiménez                    |
| 1990   | Südamerikameisterschaft | Mixed       | 1     | Federico Valdez / Gloria Jiménez  |
| 1990   | Südamerikameisterschaft | Damendoppel | 1     | Gloria Jiménez / Silvia Jiménez   |
| 1990   | Peru: Meisterschaft     | Damendoppel | 1     | Gloria Jiménez / Silvia Jiménez   |
| 1990   | Peru: Meisterschaft     | Mixed       | 1     | Federico Valdez / Gloria Jiménez  |
| 1991   | Peru: Meisterschaft     | Dameneinzel | 1     | Gloria Jiménez                    |
| 1991   | Peru: Meisterschaft     | Damendoppel | 1     | Gloria Jiménez / Teresa Montero   |
| 1994   | Peru: Meisterschaft     | Damendoppel | 1     | Gloria Jiménez / Silvia Jiménez   |